# واکنش تیوفنول لوکارت
واکنش تیوفنول لوکارت (انگلیسی: Leuckart thiophenol reaction) واکنش تجزیه یک تیوزانتات در محیطی اسیدی رقیق حاوی یون مس و همراه گرمای ملایم است. این واکنش در مرحله اول شامل تولید آریلزانتات مربوطه است که با هیدرولیز آن در محیط قلیایی تیوفنول تشکیل می‌شود یا با ادامه حرارت دادن یک آریل تیواتر تولید می‌شود. این واکنش نخستین بار در سال ۱۸۹۰ توسط شیمیدان اهل آلمان، رودولف لوکارت کشف و توصیف گردید.